# 市政厅广场 (奥格斯堡)

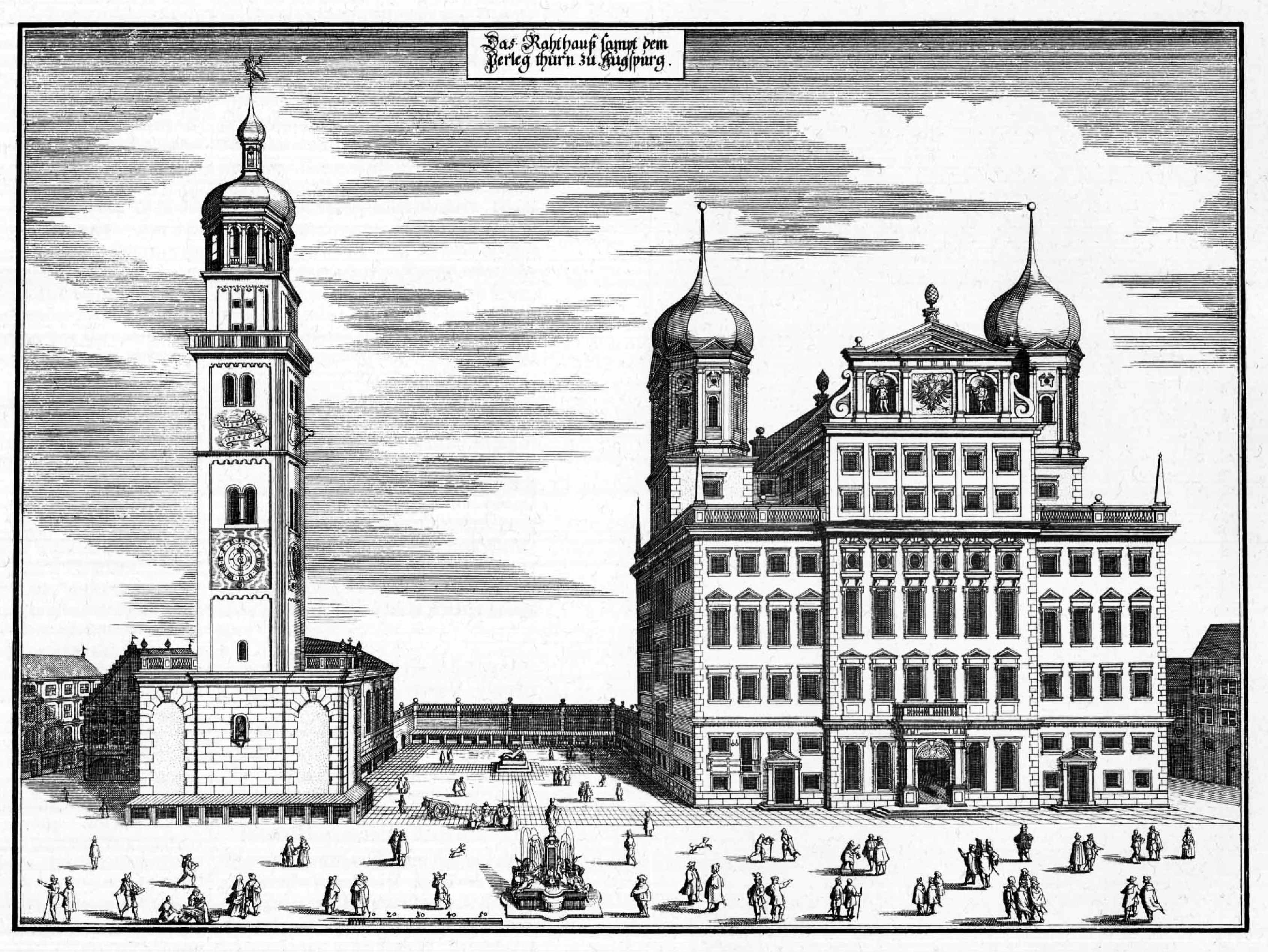
市政厅广场

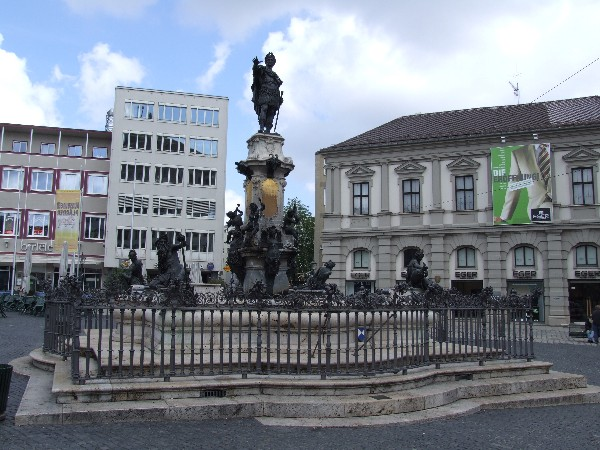
奥古斯都喷泉 / 市政厅广场

奥格斯堡市政厅广场（Augsburger Rathausplatz）是德国奥格斯堡市中心奥格斯堡市政厅前的广场，用于集会，游行和其他活动场地，是该市市民欢迎的聚会场所，也是大多数旅游行程的起点。

## 地点
市政厅广场位于奥格斯堡内城区的心脏地带，周围放射出马克西米利安街（Maximilianstraße）、菲利平讷维尔瑟街（Philippine-Welser-Straße）、艾森伯格（Eisenberg）、鱼市场（Fischmarkt）、施泰恩街（Steingasse）和Unter dem Bogen“。 
市政厅广场约80×80米见方，四周为建筑物环绕。广场上有奥格斯堡的地标：阿尔卑斯山以北最重要的文艺复兴世俗建筑奥格斯堡市政厅和高70米的佩拉赫塔，奥古斯都喷泉，以及佩拉赫圣伯多禄堂（St. Peter am Perlach）。
市政厅广场是奥格斯堡中心步行区的一部分。 
48°22′08″N 10°53′52″E / 48.36876215°N 10.89780338°E